# Кулиев, Руслан Эльчин оглы
Руслан Эльчин оглы Кулиев (23 сентября 1996, Кстово) — российский и азербайджанский боец смешанных единоборств, тренер. Бронзовый призёр чемпионата мира по ММА 2019 года по версии WMMAF, Италия. Чемпион Приволжского Федерального округа по Кудо 2011, 2012 года. Чемпион кубка ПФО по кудо 2013 года. Чемпион первенства ПФО по Боевому самбо 2014 года. Тренируется под руководством Магомеда Ахмедововича Алиева.
С 2019 года началась профессиональная карьера. Выступал в таких лигах как GFC — Gorky Fighting Championship, EFC — Eagle Fighting Championship (лига Хабиба Нурмагомедова) и в турнире Урал-батыр.

## Биография
Родился в городе Кстово Нижегородской области России.
С самого детства Кулиев мечтал стать профессиональным футболистом, но желание не исполнилось. В своё время работал в разных сферах деятельности, от ритуальных услуг, до разнорабочего.
Руслан много раз пробовал себя в футболе, как бросал, так и возвращался к нему. Был ознакомлен с другими видами спорта и пошёл в секцию самбо, потом бросил её и вернулся на футбольное поле. После, испытал себя в боксе и снова ушёл в футбол. Остановился Кулиев на карате, выполнив КМС и был заинтересован в развитии себя как спортсмена и пришёл в кудо, где можно было и бить и бороться, чем разнообразил себя. Со временем секция кудо в его городе закрылась и он перешёл в боевое самбо, выполнив норматив КМС.
С 17 лет до 19 лет были череды травм. Далее Кулиев переехал в Нижний Новгород, что в 30-ти км от Кстово, и начал заниматься ММА и выступать по профессионалам. Работал тренером в одном из престижных фитнес-клубов GOLD FITNESS, тренируя детей, у Кулиева было две группы.
Окончил 11 классов, после чего окончил колледж ННГУ. им. Лобачевского по специальности юрист, юриспруденция. Сейчас имеет два высших образования в НГПУ им. Козьмы Минина, факультет физической культуры и спорта. Специальность: тренер-преподаватель.
На момент 2023 года тренирует более 60-ти детей.

## Спортивные достижения
- КМС по боевому самбо
- КМС по кудо
- Бронзовый призёр чемпионата мира по ММА, версия WMMAF, Италия (2019)
- Чемпион ПФО по Кудо (2011), (2012)
- Чемпион кубка ПФО по кудо (2013)
- Чемпион первенства ПФО по Боевому самбо (2014)

## Статистика боёв
| Всего | Побед | Поражений |
| ----- | ----- | --------- |
| 5     | 3     | 2         |